# 科爾西姆崖
79°10′S 28°50′W / 79.167°S 28.833°W
科爾西姆崖（英語：Coalseam Cliffs），是南極洲的山崖，位於科茨地，處於法拉韋山西北面，屬於塞隆山脈的一部分，由英聯邦探險隊繪入地圖，現時由南極條約體系管理。